# 에드워드 글레이저
에드워드 글레이저(Edward Glazer)는 미국의 기업인이자 맬컴 글레이저의 아들로 퍼스트 얼라이드 코퍼레이션과 글레이저 패밀리 재단의 공동 회장이다.
미국 뉴욕주 로체스터 출생으로 이사카 칼리지에서 학사 학위를 취득하고 샤리 글레이저와 결혼했으며 이후 탬파베이 버커니어스의 공동위원장이 되어 공식 웹사이트를 개설하고 경기장을 건설했다.
글레이저 패밀리 재단의 공동 회장이기도 해 10년 동안 항공권, 보조금 및 현물 수백만 달러를 재단 프로그램에 기부했고 2010년 탬파에서 열 글레이저 어린이 미술관에 500만 달러를 기부했다.
짐머 어린이 박물관을 비롯해 유대인 연합회, UCLA의 조너선 암 센터 국제 교류 재단, 캔더-시나이 병원, 이행 기금, UCLA의 매텔 어린이 병원 건설 등을 지원했다.